# Göteborgs stift

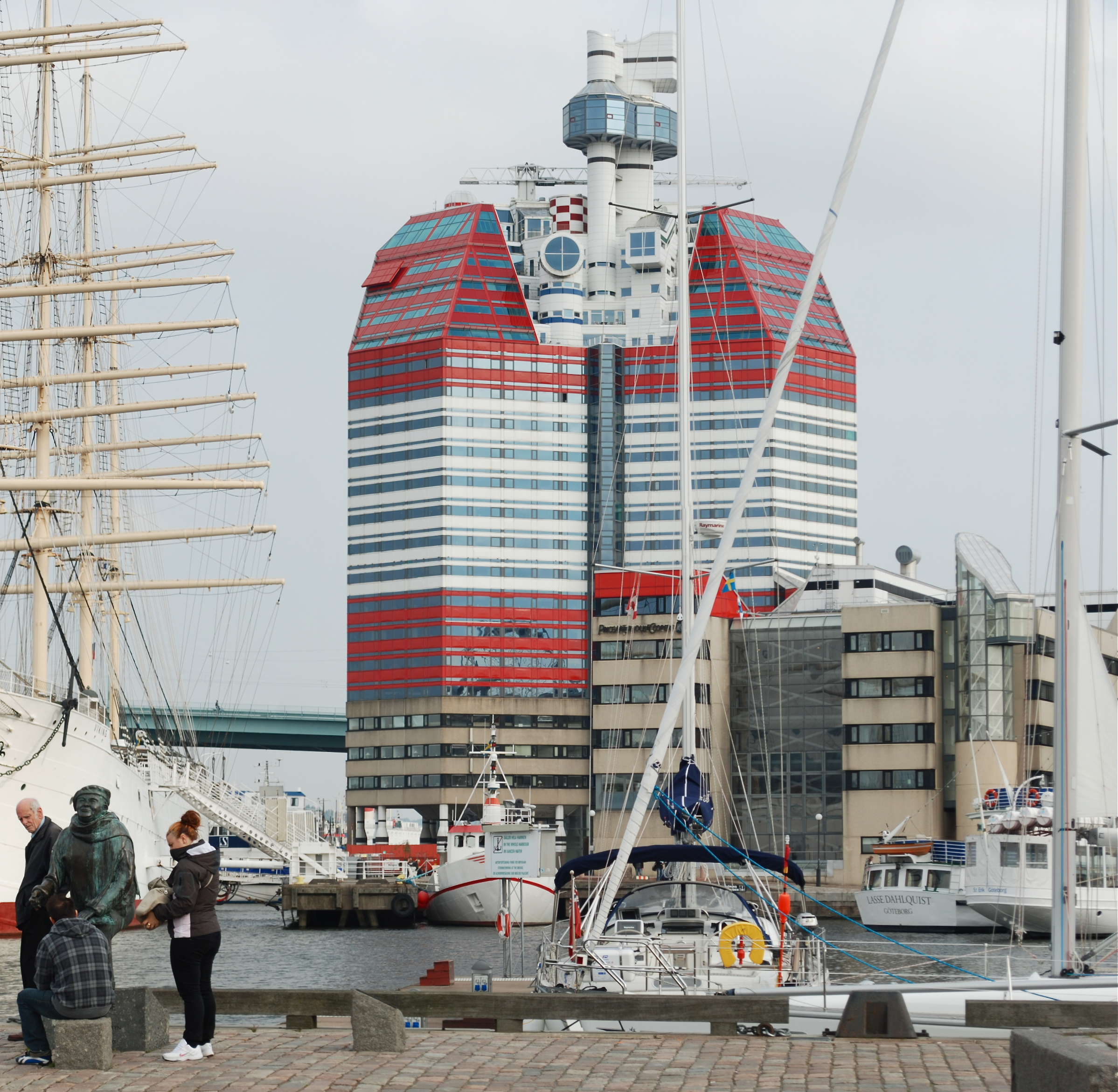
Stiftskansliet huserar i Lilla Bommen i Göteborg.

Göteborgs stift (latin: Dioecesis Gothenburgensis) är ett stift inom Svenska kyrkan, inrättat 1665. Det omfattar geografiskt landskapen Bohuslän och Halland samt de södra och västra delarna av Västergötland. Därmed sträcker det sig från Laholm i söder till Strömstad i norr. Stiftsstad är Göteborg. Stiftet har 10 kontrakt, 39 pastorat och 30 församlingar  som inte ingår i pastorat (2018).
Biskop sedan mars 2018 är Susanne Rappmann, som efterträdde Per Eckerdal. Hon är stiftets första kvinnliga biskop.

## Historia
Vid tiden för Göteborgs grundläggning ville man knyta de mest avlägsna församlingarna i Skara stift närmare myndigheten i den nya staden. Därför inrättades Göteborgs superintendentia 1620, till vilken lades Askims, Sävedals, Kinds, Marks, Ale, Flundre, Vättle, Bollebygds, Mo och Östra Hisings härader, av vilka Mo härad dock snart återgick till Skara stift. Eftersom till superintendentian också tillfördes Hallands län (1646) och större delen av Bohuslän (1658), ansågs denna bli för omfattande och då superintendenten 1665 skulle tillsättas, förvandlades denna till ett biskopsdöme. Det nya stiftet som var det åttonde i storlek i landet, utökades 1693 med Norrviken i Bohuslän, vilken tidigare tillhört Karlstads superintendentia, och omfattade då Göteborgs och Bohus län, Flundre, Ale, Vättle, Bollebygds, Marks och Kinds härader av Älvsborgs län, Hallands län samt Hishults sockendel av Kristianstads län.
Stadens första kyrkoherde blev magister Sylvester Johannis Phrygius, som utnämndes den 26 juli 1619 och den 26 april 1620 fick konfirmationsbrev som superintendent. Phrygius kvarstod i sitt ämbete till sin död 1628. Superintendenter därefter blev Andreas Johannis Prytz (1629–1647) och Ericus Brunnius (1647–1664). Då superintendentsämbetet förvandlades till biskopsdöme hette den första biskopen Zacharias Klingius (adlad Klingenstjerna) (1665–1671) och därefter Laurentius Thoreri Billichius (1671–1678).

## Kontrakt
- Göteborgs södra kontrakt
- Göteborgs norra kontrakt
- Göta Älvdalens kontrakt
- Uddevalla och Stenungsunds kontrakt
- Norra Bohusläns kontrakt
- Marks och Kinds kontrakt
- Kungsbacka kontrakt
- Varbergs och Falkenbergs kontrakt
- Halmstads och Laholms kontrakt
- Mölndals och Partille kontrakt

### Herdaminnen
- Pettersson, Sven; Litzén, A. R (1872). Göteborgs stifts herdaminne. Göteborg: Zetterström. Libris 2204599. https://archive.org/details/GoteborgsStiftsHerdaminne1872
- Skarstedt, Carl Wilhelm (1885). Göteborgs stifts herdaminne ur kyrkan och skolan. Göteborg: Torsten Hedlund. Libris 1798165
- Skarstedt, Carl Wilhelm (1943-1948). Göteborgs stifts herdaminne (Ny uppl. /utgiven av Knut Norborg under medverkan av Sigvard Öhrvall). Göteborg: Pro caritate. Libris 1427423
- Göteborgs stift 1885-1949 : biografisk matrikel över stiftets prästerskap. Göteborg: Pro caritate. 1949. Libris 1412096
- Göteborgs stift 1950-1964 : biografisk matrikel över stiftets prästerskap. Göteborg: Pro caritate. 1964. Libris 1794839
- Jarlert, Anders; Sjögren, Bengt O. T.; Johansson, Ann-Britt (2010-). Göteborgs stifts herdaminne 1620-1999. Göteborg: Tre böcker. ISBN 978-91-7029-679-6
- 1, Domprosteriets kontrakt. 2010. Libris 11895944. ISBN 978-91-7029-679-6
- 2, Älvsborgs, Nylöse och Hisings kontrakt. 2014. Libris 17092024. ISBN 978-91-7029-751-9
- 3, Fässbergs, Älvsyssels södra och norra kontrakt. Tre böcker förlag AB & Göteborgs stiftshistoriska sällskap. 2016. Libris 19797851. ISBN 978-91-7029-768-7